# Ron Gomboc
Ron Gomboc, eigentlich Ratimir Marijan Gomboc (* 6. November 1947 in Ljubljana, Jugoslawien, heute Slowenien), ist ein australischer Künstler slowenischer Herkunft, der insbesondere für seine Skulpturen bekannt ist.

## Biografie
Gomboc besuchte die Schule im kroatischen Novi Vinoldolski und wanderte mit seinen Eltern 1961 nach Perth in Western Australia (WA) aus.
In den Jahren von 1961 bis 1969 absolvierte er die Ausbildung für Möbelschreinerei, Tischlerei und Bauhandwerk und leistete im Anschluss bis 1972 seinen Wehrdienst als Angehöriger der australischen Pioniertruppe ab.
Danach studierte er im Zeitraum von 1971 bis 1982 Malerei, Zeichnen, Bildhauerei und Grafik an der Claremont School of Art, am Midland Technical College und am Perth Technical College. Zwischendrin unternahm er 1978 eine Studienreise nach Europa. Nach Abschluss seiner Studien gründete er 1982 in Middle Swan, einem Vorort von Perth, den Gomboc Gallery Sculpture Park, der ihm als Galerie und Ausstellungsfläche, aber auch als Studio dient. 1984 lehrte er zeitweise am Western Australian Institute of Technology (WAIT), der heutigen Curtin University of Technology die Techniken des Wachsausschmelzverfahrens und Bronzegusses. Diese vermittelte er 1986 im Rahmen eines Workshops auch am La Salle Art College in Singapur anlässlich einer Einladung durch das dortige Ministerium für Kultur und Entwicklung. Ebenso unterrichtete er im gleichen Jahr eine Bildhauerklasse an der Balcatta Senior High School. 1987 unternahm er eine Studienreise nach Singapur, Hongkong und Taiwan, wo er unter der Anleitung Ju Mings seine Kenntnisse und Fertigkeiten des Wachsschmelzverfahrens und Bronzegusses vertiefte. In Italien erlernte er von Pietra Santra 1989 die Techniken der Marmorbearbeitung und Gießerei und unternahm im gleichen Jahr eine Studienreise nach Bangkok.
Gomboc nahm bisher an zahlreichen nationalen und internationalen Einzel- und Gruppenausstellung teil, zu denen er oftmals eingeladen wurde, viele auch selbst organisierte. Seit 1993 gehört er dem Sachverständigenausschuss (Board of Trustees) der Kunstgalerie von Western Australia an, seit 2000 ist er Mitglied des Midland College of TAFE Governing Council. Für seine Arbeiten wurde er mehrfach ausgezeichnet.

## Auszeichnungen (Auswahl)
- 1982 und 1983: „Sculpture Award“ (dt.: Bildhauerpreis) des Shires von Swan, WA
- 1985 und 1986: „Sculpture Award“ der Galerie von Waterways, WA
- 1991: „Citizen of the Year Award“ (dt.: Bürger-des-Jahres-Preis) des Shires von Swan für künstlerisches Einbringen, WA
- 1993: „Citizen of the Year Award“ des Wochenrats (Week Council) von Western Australia für Kunst, Bildhauerei und Unterhaltung
- 1994: „Mandorla-Preis für religiöse Kunst“ beim Kevin Sullivan Award, Italien
- 1996:
  - „Telstra Small Business Award“ der Midland-Region von Western Australia
  - „Excellence in Small Business Award“ der Handelskammer von Midland, WA
- 1998:	„Director’s Award“ bei der Sea Change Exhibition in Albany, WA
- 2003:
  - „ArtsWA Life Time Commitment Award“ (gemeinsam mit seiner Frau Terrie C. Gomboc)
  - The Centenary Medal for outstanding commitment to the community in raising the awareness of Art
  - „JB Were Distinguished Invited Artist“ bei der Sculpture by the Sea in Bondi, New South Wales (NSW)
- 2004: „Icebergs’ Signaturpreis“ bei der Sculpture by the Sea in Bondi, NSW
- 2006: „Landcom Acquisitive Sculpture Award“ der University of Western Sydney, NSW
- 2007:
  - Australian Defence Medal
  - Alcoa-People’s Choice Award für Aluminiumskulpturen bei der Sculpture by the Sea in Cottesloe Town, WA